# El Paso Zoo
Koordinaten: 31° 46′ 6″ N, 106° 26′ 35″ W
Der El Paso Zoo befindet sich in der Stadt El Paso im US-Bundesstaat Texas. Er ist Mitglied der Association of Zoos and Aquariums (AZA).

## Geschichte
Die Anfänge des Zoos gehen auf das Jahr 1940 zurück. Eine aus Geschäftsleuten, Zirkusangestellten und Tierinteressierten bestehende Gruppe begann, einige Tiere auszustellen. Diese waren zunächst in sehr einfachen Käfigen untergebracht. Als das Interesse für die Tiere zunahm und durch Besuchereinnahmen mehr Geld zur Verfügung stand, begannen die Initiatoren Gebäude zu errichten und Pflanzen, künstliche Felsen und Teiche hinzuzufügen. Langsam begann der Zoo sich auszudehnen und war in den 1950er Jahren bei der Bevölkerung sehr beliebt. 1976 wurde der Zoo offiziell als eigene Abteilung in die Stadtverwaltung von El Paso eingegliedert. In der Folgezeit wurde der Zoo grundlegend umgewandelt. Es wurden neue Tierhäuser gebaut, Freianlagen sowie Parkplätze angelegt, eine zoologische Gesellschaft gegründet und Bildungsprogramme für Kinder und Erwachsene angeboten.

## Tierbestand und Anlagenkonzept
Die Tiere sind nach den Erdteilen, in denen sie in Freiheit vorkommen, in die Sektionen Africa, Americas und Asia aufgeteilt. Anfang 2021 lebten im Zoo ca. 220 Tiere. Es werden in erster Linie Säugetiere gezeigt. Die Freigehege sind großzügig gestaltet und mit Pflanzen, Wasserstellen, Klettermöglichkeiten, schattigen Ruhebereichen und Felsenformationen versehen. Eine Zoo-Eisenbahn verläuft entlang der einzelnen Sektionen. Nachfolgende Bilder zeigen Beispiele einiger ausgewählten Anlagen.

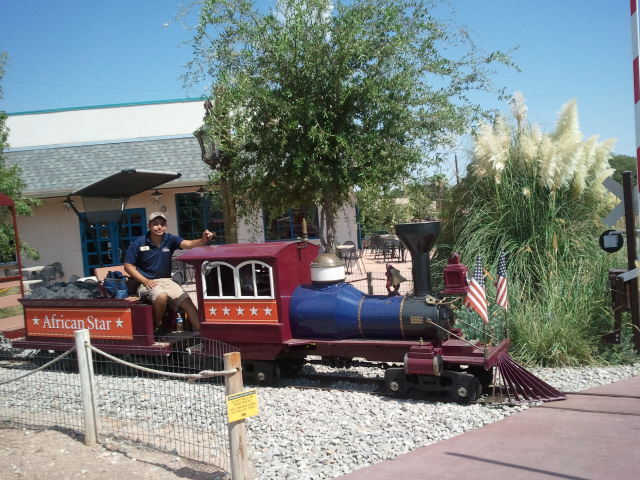
El Paso Zoo-Eisenbahn
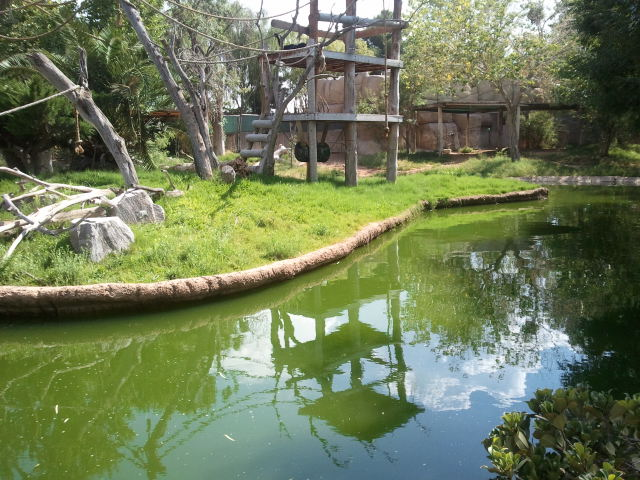
Anlage für Klammeraffen
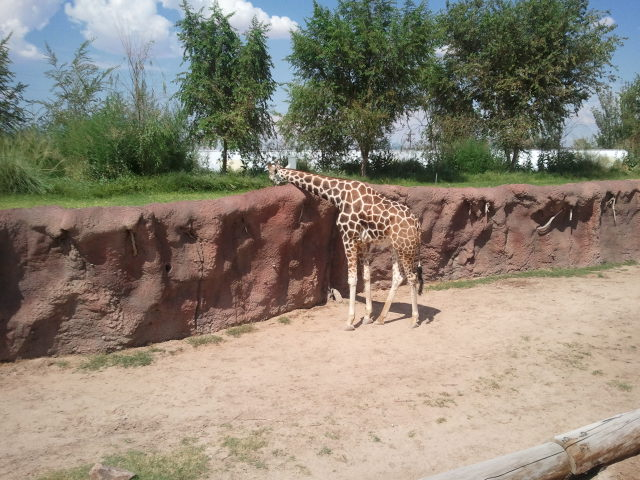
Anlage Afrika
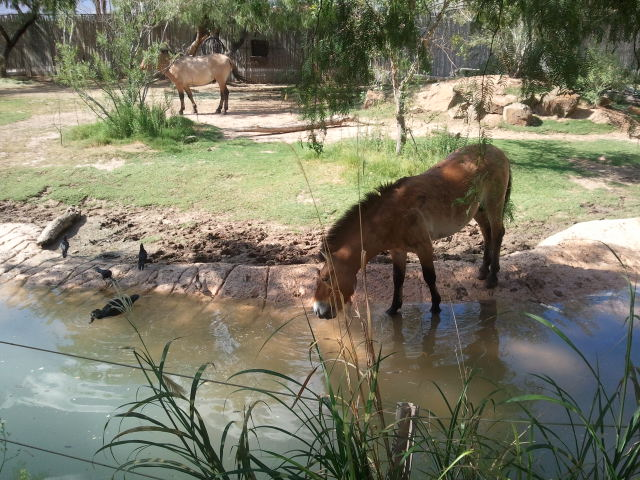
Anlage für Wildpferde

## Arterhaltungsprogramm Mexikanischer Wolf

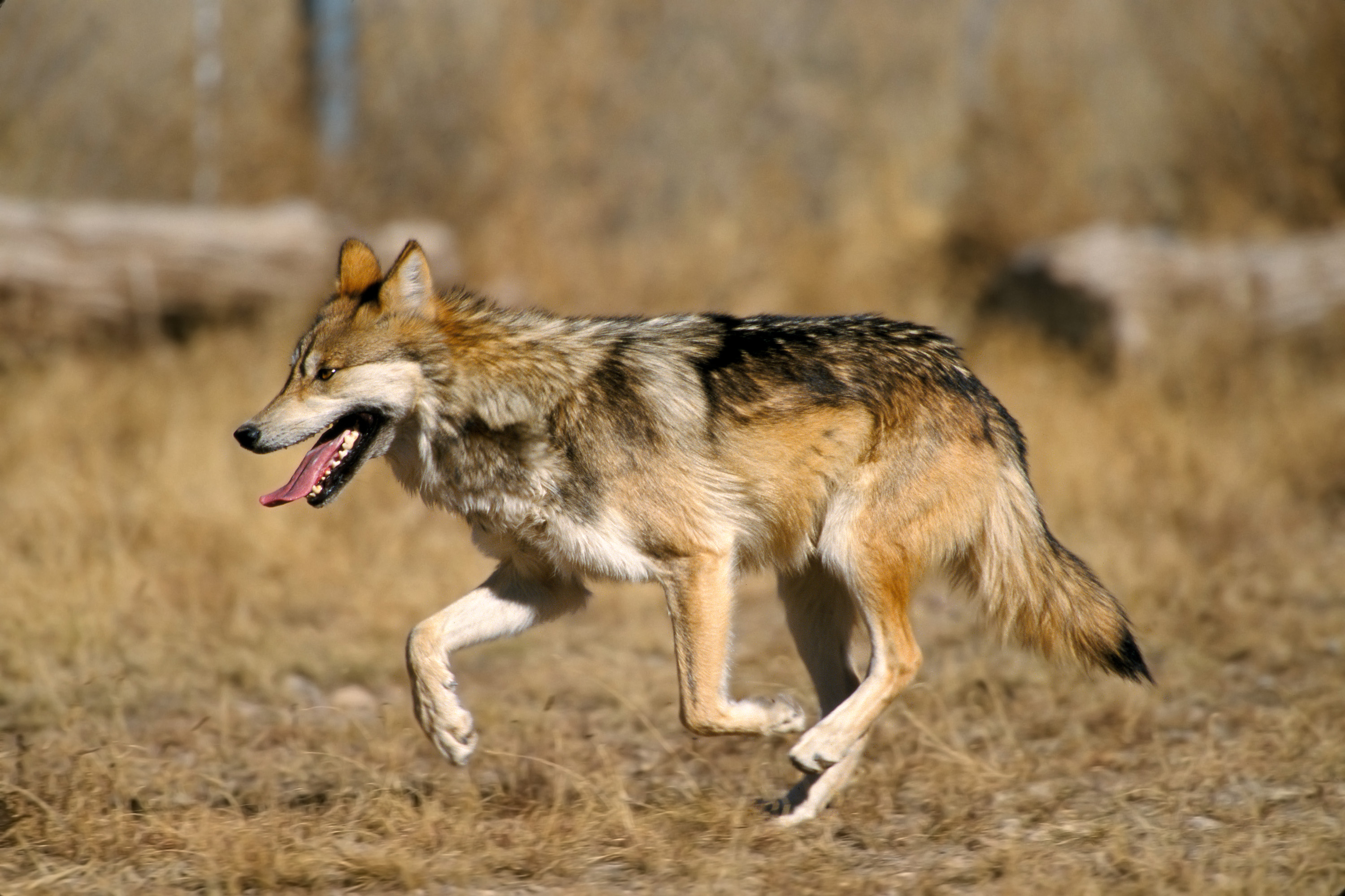
Mexikanischer Wolf im Sevilleta National Wildlife Refuge, New Mexico

Im Rahmen eines Arterhaltungsprogramms für den Mexikanischen Wolf (Canis lupus baileyi) der Wolf Haven International-Organisation wurden Individuen aus verschiedenen Zoos und Naturreservaten zu Zuchtzwecken ausgesucht, um die genetische Vielfalt der Art zu sichern. So wurde ein weiblicher Mexikanischer Wolf aus dem El Paso Zoo im Jahr 2010 ausgewählt, um mit einem Männchen aus dem Wildlife West Nature Park in Edgewood in New Mexico verpaart zu werden. In den Folgejahren wurden im Zoo selbst weitere Zuchten durchgeführt. 2021 konnte die Geburt von sechs Welpen gemeldet werden. Der an Texas angrenzende Bundesstaat New Mexico eignet sich aufgrund der klimatischen und landschaftlichen Bedingungen ideal als Lebensraum für die Wölfe. Außer im Wildlife West Nature Park leben Mexikanische Wölfe u. a. ebenfalls im Sevilleta National Wildlife Refuge. Es gibt Bestrebungen, den Mexikanischen Wolf auch wieder in Texas anzusiedeln.

## Sondereinrichtungen
Neben der Besichtigung von Tieren wird ein umfangreiches Aktions-, Unterhaltungs- und Bildungsprogramme im Zoo angeboten. Dazu zählen:
- Foster Tree-house Playground, eine mit fünf Baumhäusern versehene Anlage, von deren Spitze ein 360°-Rundblick über den Zoo möglich ist. Im Gelände befinden sich mehrere Kinderspielplätze.
- Giraffe Encounters bietet den Besuchern die Möglichkeit, Giraffen zu füttern.
- Das Hunt Family Endangered Species Carousel ist ein mit Modellen von 30 handbemalten Tieren ausgestattetes Karussell, das gegen eine geringe Gebühr benutzt werden kann.
- Im Bereich der  Hunt Family Desert Spring können sich Besucher während der warmen Jahreszeit mit Wasserfontänen abkühlen und Wasserspiele mit Springbrunnen beobachten.
- Im Wildlife Amphitheater können sich Besuchern anhand von Filmen und Videosystemen über die Lebensweise von Tieren weiterbilden.